# Academia de Futebol Pérolas Negras
La Academia de Futebol Pérolas Negras es un equipo de fútbol de Brasil que juega en el Campeonato Carioca - Serie B1, la tercera división del estado de Río de Janeiro.

## Historia
Fue fundado en el año 2009 en la ciudad de Resende, Río de Janeiro, por la ONG de Viva Rio proveniente de Haití como misión de paz, la cual se expandió por Brasil en 2014. Jugó en torneos aficionados hasta que se asocia a la Federação de Futebol do Estado do Rio de Janeiro y en 2017 gana el Campeonato Carioca Série C.
Pérolas termina en cuarto y en tercer lugar en las temporadas 2018 y 2019 respectivamente del Campeonato Carioca Série B2, pero en 2020 sale campeón, pero se mantuvo en la tercera categoría (ahora llamada Campeonato Carioca Série B1) luego de la reforma al sistema de liga.
En noviembre de 2021 el Pérolas Negras gana la Copa Río, logrando la clasificación al Campeonato Brasileño de Serie D para la temporada 2022.
En 2022 hizo su debut en la Serie D, siendo parte del grupo 7, donde terminó en última posición tras hacer 8 puntos en 14 partidos, logrando su única victoria ante Oeste como visitante 1-0.

## Palmarés
- Copa Rio: 2021
- Campeonato Carioca Série B2: 2020
- Campeonato Carioca Série C: 2017